# Hannoverscher SC
El Hannoverscher SC es un equipo de fútbol de Alemania que juega en la Regionalliga Nord, una de las ligas regionales que conforman la cuarta división de fútbol en el país.

## Historia
Fue fundado en el año 1893 en la ciudad de Hannover de la región de Baja Sajonia luego de la fusión de varios equipos deportivos de la ciudad.
Durante la Primera Guerra Mundial jugó en la Sudkreissliga, la que en ese entonces era la primera división de fútbol alemán, quedando en segundo lugar en dos ocasiones detrás del Arminia Hannover en 1924 y del Eintracht Braunschweig un año después. Durante el periodo del Tercer Reich formaron parte de la Gauliga Niedersachsen como uno de los equipos fundadores en 1933, pero fue uno de los primeros equipos que descendieron de esa liga. Diez años después logran jugar en la primera división nazi, pero en la Gauliga Südhannover-Braunschweig, donde permanecieron hasta que finalizó la Segunda Guerra Mundial.
Al finalizar la Segunda Guerra Mundial se trasladaron a un terreno ubicado entre un gasómetro y un depósito de hule como su nueva sede, por lo que se ganaron el apodo de Once del Gasómetro, periodo en el cual buscaban ser incluidos en la Oberliga Niedersachsen-Süd, pero fracasaron. Tres años después fueron uno de los equipos fundadores de la Amateuroberliga Niedersachsen-West hasta que se mudaron a la zona este en 1951.
Tras varios años en las divisiones regionales logran el ascenso a la Oberliga Nord en 1971, donde estuvieron hasta que descendieron en 1977. Fue hasta el 2016 que regresan a jugar en la Oberliga, en esta ocasión en la Oberliga Niedersachsen, logrando tres años después el ascenso a la Regionalliga Nord, por lo que es la primera ocasión en la que jugarán como un equipo de categoría profesional.

## Jugadores

### Jugadores destacados
- Volker Finke[3]

## Entrenadores
- Rainer Behrends (2009-17)
- Martin Polomka (2017-)

## Palmarés
- Niedersachsenliga: 2

2019, 2025
- Landesliga Hannover: 3

1991, 2016, 2018
- Amateurliga Hannover: 1

1956
- Copa del Distrito de Hannover: 1

1995